# Liste der Monuments historiques in Fère-en-Tardenois
Die Liste der Monuments historiques in Fère-en-Tardenois führt die Monuments historiques in der französischen Gemeinde Fère-en-Tardenois auf.

## Liste der Bauwerke
| Bezeichnung              | Beschreibung                       | Standort | Kennzeichnung | Schutzstatus | Datum | Bild           |
| ------------------------ | ---------------------------------- | -------- | ------------- | ------------ | ----- | -------------- |
| Kapelle von Villemoyenne |                                    | (Lage)   | PA00115669    | Inscrit      | 1928  | weitere Bilder |
| Markthalle               | Erbaut im 16. Jahrhundert          | (Lage)   | PA00115672    | Classé       | 1921  | weitere Bilder |
| Kirche St-Macre          | Erbaut Anfang des 16. Jahrhunderts | (Lage)   | PA00115671    | Classé       | 1920  | weitere Bilder |
| Burgbefestigung          | Erbaut im 13. Jahrhundert          | (Lage)   | PA00115670    | Classé       | 1862  | weitere Bilder |

## Liste der Objekte
- Monuments historiques (Objekte) in Fère-en-Tardenois in der Base Palissy des französischen Kultusministeriums